# Latafale Auvaʻa
Alofa Dawn Latafale Auvaʻa (geb. 8. Juni 1993, Papakura, Neuseeland) ist eine samoanisch-neuseeländische Schönheitskönigin und samoanische Häuptling. Sie ist die erste Frau, die vier pazifische regionale Titel gewonnen hat, nämlich Miss Samoa New Zealand 2014, Miss Samoa 2014, Miss Pacific Islands 2014 und Miss World Samoa 2015.

## Leben
Auvaʻa wurde am 8. Juni 1993 in Papakura, Neuseeland, geboren. Ihr Vater ist Samoaner, ihre  Mutter Engländerin. Sie erhielt ihre Bildung am King’s College, Auckland, wo sie stellvertretende Schulsprecherin (deputy head girl) war und den Top Pacific Chancellor Award der University of Auckland erhielt. Auvaʻa entschied sich Rechtswissenschaften und Musik an der University of Otago zu studieren.

## Persönliches
2018 wurde Auvaʻa in Vaitele, Samoa, ein samoanischer Häuptlingstitel (Matai) verliehen. Sie arbeitet als Rechtsanwältin (Barrister und Solicitor) in Neuseeland.